# Neocyclops pilbarensis
Neocyclops pilbarensis – gatunek widłonoga z rodziny Halicyclopidae. Nazwa naukowa tego gatunku skorupiaków została opublikowana w 2008 roku przez biologa Tomislava Karanovica.